# Dalkarlsberget
Dalkarlsberget är ett naturreservat i Hedemora kommun i Dalarnas län.
Området är naturskyddat sedan 2011 och är 60 hektar stort. Reservatet består av tallskog och gransumpskog.